# Kindesunterhalt (Deutschland)
Kindesunterhalt ist der Unterhalt, den Eltern gegenüber ihren Kindern zu leisten haben. Dies gilt unabhängig davon, ob der jeweilige Elternteil auch das Sorgerecht für sein Kind innehat. Er ist in Deutschland für eheliche und nichteheliche Kinder identisch und im BGB geregelt. Die Rechtsprechung orientiert sich bundeseinheitlich weitgehend an der Düsseldorfer Tabelle, die allerdings keine Gesetzeskraft hat. Nachfolgend wird die Rechtslage ab dem 1. Januar 2008 dargestellt. Ab dem 1. Januar 2016 ist die Mindestunterhaltsverordnung in der jeweils geltenden Fassung maßgeblich.

## Allgemeines
In einer intakten Familie erfüllen die Eltern, bei denen ihr Kind wohnt, seinen finanziellen Bedarf wie auch seinen Bedarf nach Pflege und Erziehung. Das ändert sich im Falle der Trennung, da hierdurch dann unterschiedliche Rollen übernommen werden:
Soweit ein Elternteil ein minderjähriges Kind betreut, erfüllt er seine Unterhaltspflicht in der Regel durch die Erziehung und Pflege des Kindes in Form von Naturalunterhalt (Betreuungsunterhalt). Der andere Elternteil schuldet dann Barunterhalt. Besondere Regelungen gelten allerdings, wenn beide Elternteile das Kind zu nahezu gleichen Teilen betreuen (sogenanntes paritätisches Wechselmodell); dann kann für beide Elternteile der Barunterhalt entfallen – siehe den Artikel Wechselmodell für Details.
Gegenüber minderjährigen Kindern besteht eine sogenannte gesteigerte Unterhaltspflicht. Das heißt, der Barunterhaltspflichtige muss alles ihm Zumutbare tun, um den Unterhalt des Kindes sicherzustellen, unter Umständen im Rahmen des Zulässigen auch eine Nebentätigkeit ausüben und/oder sein Vermögen einsetzen. Ein arbeitsloser Unterhaltspflichtiger kann sich nur dann mit Erfolg auf mangelnde Leistungsfähigkeit berufen, wenn er nach Kräften einen Arbeitsplatz sucht; gefordert werden in der Regel 20 bis 30 Bewerbungen pro Monat.
Der Mindest-Kindesunterhalt für minderjährige Kinder ist nunmehr in § 1612a BGB geregelt. Die Höhe des Barunterhaltes für Kinder berechnen die Gerichte in der Regel nach der Düsseldorfer Tabelle und drücken seine Höhe regelmäßig als einen bestimmten Prozentsatz des Mindestunterhaltes aus (z. B. 120 % des Mindestunterhaltes für die jeweilige Altersstufe, abzüglich des hälftigen Kindergeldes). Details sind den Leitlinien des jeweils zuständigen Oberlandesgerichts zu entnehmen.
Maßgeblich für die Höhe des Unterhaltes ist neben dem Alter des Kindes und etwaigen Eigeneinkünften das anzurechnende Einkommen des Unterhaltspflichtigen. Einkommen sind grundsätzlich sämtliche Nettoeinkünfte. Hiervon werden z. B. berufsbedingte Aufwendungen (pauschal 5 % oder Einzelnachweis) und berücksichtigungsfähige Schulden abgezogen. Strittig sind Einkünfte, die durch eine neue Ehe erzielt werden (vgl. Splitting). Als Einkommen des Unterhaltspflichtigen gilt es auch, wenn er mietfrei in einer eigenen Immobilie lebt, wobei Finanzierungsaufwendungen regelmäßig gegenzurechnen sind, nicht aber Betriebskosten. Dem Unterhaltspflichtigen verbleibt ein sogenannter Selbstbehalt.
Die Düsseldorfer Tabelle dient den Gerichten zur Orientierung bei der Festsetzung der Höhe des Unterhaltes. Sie ist lediglich eine Empfehlung und kein bindendes Gesetz; je nach den Umständen des Einzelfalles kann der tatsächlich zugesprochene Unterhalt von den Unterhaltssätzen der Tabelle abweichen. Die darin genannten Unterhaltsbeträge werden in der Regel alle zwei Jahre angepasst. Die letzte Anpassung erfolgte zum 1. Januar 2024. Die Höhe der Unterhaltsansprüche hat sich in den einzelnen Altersstufen und Einkommensgruppen erhöht. Für die neuen Bundesländer galt bis zum 31. Dezember 2007 die ergänzende Berliner Tabelle; seit dem 1. Januar 2008 gilt für alle Bundesländer die Düsseldorfer Tabelle in Verbindung mit den Unterhaltsrechtlichen Leitlinien des zuständigen Oberlandesgerichtes (OLG).
Das Kindergeld wird gemäß § 1612b BGB zur Hälfte bedarfsdeckend angerechnet, wenn ein Elternteil seinen Unterhalt durch Betreuung des Kindes erfüllt. Die volle Anrechnung des Kindergeldes erfolgt in allen anderen Fällen, § 1612b Abs. 1 Satz 1 Nr. 2 BGB.
Grundlegend verschieden sind die Unterhaltspflichten gegenüber volljährigen Kindern. Volljährige Kinder haben grundsätzlich nur dann einen Unterhaltsanspruch, wenn sie sich in der allgemeinen Schulausbildung, in der Berufsausbildung oder einem Studium befinden oder aufgrund von Krankheit nicht in vollem Umfang dem Arbeitsmarkt zur Verfügung stehen, also nicht vollständig selbst für ihren Lebensunterhalt aufkommen können. Hierbei wird zwischen sogenannten privilegierten und nicht privilegierten Volljährigen unterschieden: Privilegiert sind diejenigen Kinder, die das 21. Lebensjahr noch nicht vollendet haben, noch im Haushalt mindestens eines Elternteils leben und sich in allgemeiner Schulausbildung befinden. Diese Kinder sind den minderjährigen Kindern weitgehend gleichgestellt, was sich vor allem auf die Höhe des dem Unterhaltspflichtigen mindestens zu belassenden notwendigen Selbstbehaltes auswirkt.
Bei einem volljährigen Kind wird immer – egal, ob privilegiert oder nicht – das Kindergeld zunächst in voller Höhe von seinem Bedarf nach der Düsseldorfer Tabelle in Abzug gebracht. Auch stehen gegenüber volljährigen Kindern immer beide Elternteile in der unterhaltsrechtlichen Verantwortung, das heißt auch derjenige Elternteil, bei dem das Kind gegebenenfalls noch lebt und der eventuell noch Betreuungsleistungen erbringt, ist im Rahmen seiner Leistungsfähigkeit anteilig zum Barunterhalt verpflichtet.

## Höhe des Unterhalts

### Minderjährige und privilegierte volljährige Kinder
Minderjährige Kinder sind nach der Vorstellung des Gesetzgebers regelmäßig nicht in der Lage, ihren Unterhaltsbedarf durch eigenes Einkommen zu decken, sie sind daher immer unterhaltsberechtigt. Ausbildungsvergütungen minderjähriger Kinder werden nach Abzug von Steuern und Sozialabgaben sowie eines Pauschalbetrages von 90 € (teilweise seit 2018 auch 100 €) für berufsbedingte Aufwendungen zur Hälfte auf den Unterhaltsbedarf angerechnet. Verfügt ein Kind ausnahmsweise über Vermögen, beispielsweise eine ererbte Immobilie, sind die Nettoeinnahmen hieraus, beispielsweise Mieteinnahmen, bedarfsdeckend anzurechnen.
Kinder, die bereits volljährig sind, aber noch im Haushalt eines Elternteils leben und die allgemeine Schulausbildung noch nicht abgeschlossen haben, die sogenannten privilegierten Kinder, sind minderjährigen Kindern gleichgestellt, müssen sich aber ihre Ausbildungsvergütung in bereinigter Höhe in vollem Umfang anrechnen lassen.
Das bereinigte Nettoeinkommen des Barunterhaltsverpflichteten, das Alter des Kindes und die Anzahl weiterer minderjähriger Kinder des Pflichtigen bestimmen die Höhe des Barunterhaltsanspruchs. Für die Ermittlung des bereinigten Nettoeinkommens sehen die Unterhaltsleitlinien der einzelnen Oberlandesgerichte unterschiedliche Berechnungsmethoden vor. In der Regel geht man vom Nettoeinkommen des Barunterhaltsverpflichteten aus und zieht berufsbedingte Aufwendungen sowie berücksichtigungsfähige Schulden ab. Der unterhaltsrechtliche Begriff der „berufsbedingten Aufwendungen“ ähnelt dem steuerrechtlichen Begriff der „Werbungskosten“, entspricht ihm aber nur teilweise. Nicht zum Nettoeinkommen gehört das Kindergeld. Hat der Unterhaltpflichtige erneut geheiratet, ist für die Berechnung des Kindesunterhalts die günstigere aktuelle Steuerklasse zu Grunde zu legen.

### Einkommensstarker betreuender Elternteil
Die Einkommenshöhe des Elternteils, bei dem das Kind lebt, ist für die Festlegung der Höhe des Unterhaltsanspruchs nur dann relevant, wenn sie erheblich höher liegt als das Einkommen des barunterhaltspflichtigen Elternteils. Ab einem Einkommen in Höhe des Dreifachen des Einkommens der Unterhaltspflichtigen kann sich dessen Verpflichtung zur Zahlung verringern oder entfallen.
Von einem erheblichen finanziellen Ungleichgewicht, das Voraussetzung für eine zumindest anteilige Mithaftung des betreuenden Elternteils ist, kann nur bei einer erheblichen Einkommensdifferenz der Eltern ausgegangen werden, die man bei mindestens 500 Euro annehmen könnte. Unterhalb dieser „unteren“ Schwelle scheidet eine Mithaftung nach Quote aus. Sachgerecht kann es bei starken Einkommensunterschieden sein, auch bei minderjährigen Unterhaltsberechtigten den vom nicht betreuenden Elternteil unter Berücksichtigung des Kindergelds an sich geschuldeten Zahlbetrag entsprechend den beim Volljährigenunterhalt zur Anwendung gelangenden Grundsätzen zu bemessen.

### Volljährige Kinder
Volljährige Kinder haben in der Regel für sich selbst zu sorgen, es sei denn, sie sind dazu auf Grund laufender Schulausbildung, geringem Ausbildungsentgelt oder Studiums nicht dazu in der Lage. Unterhalt steht volljährigen Kindern auch dann zu, wenn sie aus gesundheitlichen Gründen nicht arbeiten können oder sie unverschuldet arbeitslos sind. In der Regel müssen die Eltern Unterhalt zahlen, bis das Kind seine Erstausbildung abgeschlossen hat. Dabei ist bei einem Studium nicht die Regelstudienzeit von Bedeutung, sondern die übliche Dauer des Studienganges. Den Eltern steht es zu, sich Prüfungsnachweise und Scheine der Kinder zeigen zu lassen.
In einem Gap Year des Kindes besteht kein Unterhaltsanspruch, wenn es sich um eine Weltreise handelt. Ein Unterhaltsanspruch kann bestehen im Fall eines Freiwilligen Sozialen Jahres, das der Orientierung oder der Vorbereitung auf das angestrebte Studium dient, oder im Fall eines Au-pair-Jahres, wenn das Kind an einer ausländischen Universität eingeschrieben ist und das Auslandsstudium eng mit der nachfolgenden Ausbildung oder dem nachfolgenden Studium zusammenhängt. Eltern müssen einem erwachsenen Kind grundsätzlich Unterhalt bezahlen, wenn es Sozialhilfe empfängt. Einem Elternteil bleibt dann ggf. ein höherer Freibetrag (1400 Euro monatlich nach einem BGH-Urteil von 2012).
Der Bedarf eines studierenden oder nicht mehr im Haushalt lebenden Kindes wird derzeit pauschal mit 930 € monatlich gemäß der Düsseldorfer Tabelle angesetzt. Auf Grund der Unterhaltsleitlinien der zuständigen Oberlandesgerichte kann es hier jedoch auch zu abweichenden Beträgen kommen, so ist in Hessen dieser Betrag als Richtwert für Durchschnittsverdiener zu sehen. Kinder eines besser verdienenden Elternteiles haben daher möglicherweise einen Anspruch auf einen höheren Unterhaltsbetrag. Darin sind die Kosten für die Kranken- und Pflegeversicherung und die Studiengebühren nicht enthalten, sie sind gegebenenfalls zusätzlich zu zahlen. Bei volljährigen Kindern wird das gesamte Kindergeld auf den Unterhaltsbedarf angerechnet. Das gilt auch dann, wenn das Kind das Kindergeld selbst bezieht. Bei Studierenden verbleibt also ein von den Eltern zu deckender Bedarf von derzeit regelmäßig 680 €.
Da bei volljährigen Kindern nach der Vorstellung des Gesetzgebers keine Erziehung und Pflege mehr erforderlich ist, sind beide Elternteile zum Barunterhalt verpflichtet, und zwar anteilig in Abhängigkeit von ihrem jeweiligen Einkommen. Der angemessene Selbstbehalt ist für jeden Elternteil in der Düsseldorfer Tabelle ausgewiesen und vor Bildung der Haftungsquote der Eltern von ihrem jeweiligen Einkommen in Abzug zu bringen. Das für die Höhe des Unterhalts zugrunde zu legende Einkommen ergibt sich aus der Summe der Einkommen beider Elternteile, sofern nicht der vorgenannte Bedarfssatz für Studierende angesetzt wird.

## Geltendmachung des Anspruchs

### Auskunftsansprüche
Um den Anspruch auf Kindesunterhalt in der richtigen Höhe geltend zu machen, muss man das unterhaltsrechtlich relevante Nettoeinkommen des Unterhaltsverpflichteten kennen. Der Unterhaltsverpflichtete ist insoweit gegenüber dem Kind (ggf. gesetzlich vertreten durch den anderen Elternteil) zur Auskunft verpflichtet. Wird die Auskunft nicht erteilt, kann der Auskunftsanspruch gerichtlich geltend gemacht werden. In der Regel wird dann im Wege eines Stufenantrages Auskunft und der sich daraus ergebende Unterhalt beantragt. Für den Antrag wird in der Regel Verfahrenskostenhilfe gewährt bzw. besteht bei guten Einkommensverhältnissen des Barunterhaltsverpflichteten ein Anspruch auf Verfahrenskostenvorschuss gegen den Barunterhaltsverpflichteten. Kindesunterhalt kann nur in begrenztem Umfang rückwirkend geltend gemacht werden (§ 1613 BGB). Wegen der Einzelheiten empfiehlt sich die Beratung durch einen auf Familienrecht spezialisierten Anwalt oder kostenlos durch eine Beistandschaft beim örtlichen Jugendamt.

### Kosten eines Gerichtsverfahrens
Der Gegenstandswert eines Unterhaltsverfahrens bemisst sich nach dem Unterschiedsbetrag des bisher gezahlten zum geforderten Unterhalt für ein Jahr, zuzüglich der Rückstände. Ist jede Seite durch einen Rechtsanwalt vertreten, bestehen keine Rückstände und liegt der Unterschied bei weniger als 25 €/Monat, so betragen die Kosten etwas mehr als 420 €. Bei einem Unterschied von 250 €/Monat (ohne Rückstände) liegen die Gesamtkosten bei etwa 1550 €. Die Kosten trägt derjenige Beteiligte, der im Verfahren unterliegt, bei teilweisem Erfolg des Antrages anteilig. Bei einer Einigung vor Gericht fallen zusätzliche Anwaltsgebühren an. Bedürftige Beteiligte haben ein Anrecht auf staatliche Verfahrenskostenhilfe.
Ein Unterhaltspflichtiger, der zu Zahlungen auch ohne gerichtliches Verfahren bereits ist, kann kostenfrei eine Jugendamtsurkunde errichten lassen.

## Ausbleibende Unterhaltszahlungen
Aus einer Studie des Deutschen Instituts für Wirtschaftsforschung (von 2017) geht hervor, dass nur jeder zweite unterhaltspflichtige Vater seine Kinder auch tatsächlich finanziell unterstützt.

### Unterhaltsvorschussleistungen der öffentlichen Hand
Immerhin springt der Staat mit Unterhaltsvorschuss ein, wenn ein Unterhaltspflichtiger seinen Verpflichtungen gar nicht oder nur unregelmäßig nachkommt. Soweit vom Unterhaltsverpflichteten kein Unterhalt zu bekommen ist, können Kinder und Jugendliche von der Unterhaltsvorschusskasse (angesiedelt bei Stadt- oder Kreisverwaltung; meistens, aber nicht immer im Jugendamt) Unterhalt verlangen, solange sie das 18. Lebensjahr noch nicht vollendet haben. Die Bezugshöchstdauer (Vollendung des 12. Lebensjahres oder das Erreichen von 72 Leistungsmonaten) ist zum 1. Juli 2017 mit einer gesetzlichen Neuregelung weggefallen.
Unterhaltsvorschussleistungen sind ausgeschlossen, wenn der betreuende Elternteil verheiratet ist oder eine Lebenspartnerschaft besteht. Auch Halbwaisen können Unterhaltsvorschussleistungen beziehen, soweit keine Rente oder noch keine Rente bewilligt ist. Erhält das Kind Unterhalt bzw. Halbwaisenrente, so wird diese(r) auf die Unterhaltsvorschussleistungen angerechnet. Für die Gewährung von Unterhaltsvorschussleistungen ist es erforderlich, dass der Elternteil, bei dem das Kind lebt, zum Beispiel bei der Feststellung der Vaterschaft ausreichend mitwirkt. Falsche Angaben beispielsweise zur Vaterschaft können als Betrug zur Anzeige gebracht werden.
Der Höhe nach orientiert sich die Unterhaltsvorschussleistung am Mindestunterhalt, jedoch unter Abzug des vollen, nicht nur des hälftigen Kindergeldes.
Der gesetzliche Unterhaltsanspruch des Kindes geht in der Höhe der Unterhaltsvorschussleistung auf den Staat über. Dann bemühen sich die zuständigen Unterhaltsvorschuss-Stellen, das Geld von den Unterhaltspflichtigen erstatten zu lassen. Die Erfolgsquote fällt sehr gering aus. Im Jahr 2019 lag der Anteil der vorgestreckten Leistungen, die zurückerstattet wurden, bei nur 17 Prozent. Das entspricht 360 Millionen Euro. Dennoch ist das Bundesministerium für Familie, Senioren, Frauen und Jugend zufrieden, dass die sogenannte Rückgriffsquote zumindest steigt. 2018 lag sie noch bei nur 13 Prozent (270 Millionen Euro).
Bei der Interpretation der Zahlen muss berücksichtigt werden, dass in vielen Fällen gar keine oder eine nur geringe Unterhaltspflicht des anderen Elternteils besteht. Reicht sein Einkommen, obwohl er seiner Erwerbsobliegenheit in vollem Umfang nachkommt, nur zur Deckung seines eigenen Bedarfs, so besteht mangels Leistungsfähigkeit auch keine Unterhaltspflicht. Sind mehrere unterhaltsberechtigte Kinder vorhanden, muss der zur Verfügung stehende Betrag unter ihnen aufgeteilt werden.
Besteht für das Kind kein Anspruch auf Unterhaltsvorschuss, muss Sozialgeld entweder vom Sozialamt oder vom lokalen Träger des Arbeitslosengeldes II/Sozialgeldes in Anspruch genommen werden. In beiden Fällen gehen etwaige Unterhaltsansprüche ebenfalls auf die öffentliche Kasse über, die den Unterhaltverpflichteten in Anspruch nehmen kann. Der übergegangene Anspruch ist auch in diesen Fällen nur dann werthaltig, wenn der Unterhaltspflichtige leistungsfähig ist.

### Strafbare Verletzung der Unterhaltspflicht
Anders als bei gewöhnlichen Schulden oder Verbindlichkeiten kann die Nichtzahlung des Unterhaltes strafbar sein. Nach § 170 StGB macht sich wegen Verletzung der Unterhaltspflicht strafbar, wer sich einer „gesetzlichen Unterhaltspflicht entzieht, so dass der Lebensbedarf des Unterhaltsberechtigten gefährdet ist oder ohne die Hilfe anderer gefährdet wäre“. Das bloße Nicht-Zahlen ist allerdings nicht strafbar. Besteht Leistungsunfähigkeit, so gibt es schon keine Unterhaltspflicht. Zudem muss auch der Vorsatz (oder zumindest Eventualvorsatz) vorliegen, trotz vorhandener Leistungsfähigkeit nicht zu zahlen.
In der Praxis wird das Verfahren oft gegen die Zahlung der Unterhaltsschulden eingestellt oder auf eine kurze Bewährungsstrafe erkannt.

## Unterhaltsleistung durch das Jugendamt
Wird ein Kind, Jugendlicher oder Junger Volljähriger durch das Jugendamt vollstationär (über Tag und Nacht) untergebracht, ruht der Verwandtenunterhalt. Das Jugendamt ist nunmehr gemäß § 39 Abs. 1 SGB VIII zur Unterhaltsleistung verpflichtet.
In diesem Fall tritt anstelle des Unterhaltes die sogenannte Kostenbeitragspflicht. Die Höhe wird in § 94 SGB VIII geregelt, die auf die Kostenbeitragsverordnung (KostenbeitragsV) verweist. Die Kostenbeitragpflicht beginnt faktisch erst bei einem durchschnittlichen monatlichen Nettoeinkommen von 1.468 € je Elternteil und beträgt in der niedrigsten Einkommensgruppe monatlich 50 €. Rein rechnerisch ist bei gleichem Einkommen ein Kostenbeitrag immer niedriger als der reguläre Unterhalt.
In jedem Fall ist jedoch immer das auf das Kind entfallene Kindergeld als Kostenbeitrag einzusetzen.

## Kritik
Laut der Bertelsmann-Studie „Alleinerziehende unter Druck“ aus dem Jahr 2016 wird der Kindesunterhalt in der Hälfte der Fälle nicht und in weiteren 25 % der Fälle nur teilweise gezahlt. Diese Ergebnisse werden auch durch eine frühere Studie des DIW bestätigt. Wenn also in rund 75 % aller Fälle der Kindesunterhalt nicht oder nicht vollständig gezahlt wird, so kann man objektiv feststellen, dass das deutsche Unterhaltsrecht dysfunktional ist, da es die gesellschaftliche Realität nicht ausreichend abbildet.
Die genannten Studien gehen nicht darauf ein, warum der Unterhalt nicht gezahlt wird. Daten des BMFSFJ zur Rückzahlung des Unterhaltsvorschusses belegen jedoch, dass auch dieser in rund 75 % aller Fälle nicht oder nicht vollständig zurückgezahlt werden kann, da das Einkommen nicht ausreicht. Weiterhin gibt es laut Kriminalstatistik nur relativ wenige Verfahren nach § 170 StGB (Verletzung der Unterhaltspflicht). Da weiterhin umfangreiche Rechtsmittel zur Durchsetzung von Unterhaltsansprüchen bestehen, erscheint eine kollektive Verweigerungshaltung als Ursache unwahrscheinlich.
Betrachtet man jedoch die Lohnentwicklung seit der ersten Familienrechtsreform 1976 mit der Entwicklung der Unterhaltssätze, so ist der Unterhaltsbedarf stärker gestiegen als die Reallöhne. Parallel zu dieser Entwicklung hat auch die Erwerbsquote von Frauen stark zugenommen.
Durch die Stagnation der Reallöhne wurde es also über die Jahre ökonomisch notwendig, dass beide Elternteile zum Haushaltseinkommen beitragen. Im Falle einer Trennung müssen nun mit gleichem Einkommen zwei Haushalte finanziert werden. Selbst mittlere Einkommen scheinen hierfür aber nicht mehr auszureichen, so dass trotz Erwerbstätigkeit keine oder nur noch eingeschränkte Unterhaltsfähigkeit besteht.
Die dargestellte Problematik folgt auch direkt aus den Daten der Düsseldorfer Tabelle: Für alle Unterhaltspflichtigen der ersten Stufe (bis 1900 € netto) ergibt sich bei zwei Kindern sofort ein Mangelfall, da der Selbstbehalt erreicht wird. Entsprechendes ergibt sich auch für höhere Einkommen bei mehr oder älteren Kindern. Da aber die weitaus meisten Unterhaltspflichtigen in den unteren Stufen der Tabelle eingruppiert sind, erklärt sich damit das Ergebnis der obigen Studien.
Sowohl die Unterhaltssätze als auch der Selbstbehalt orientieren sich am Grundfreibetrag als Existenzminimum. Wenn also in 75 % der Fälle das Existenzminimum unterschritten wird (sei es auf Seiten der Unterhalftspflichtigen oder der -berechtigten), so ist dies ein grundsätzliches gesellschaftliches und sozialpolitisches Problem, das auch durch das Instrument des Unterhaltsvorschusses nicht ausreichend aufgefangen werden kann.

## Statistik
In Deutschland leben etwa 2,2 Millionen unterhaltsberechtigte Kinder unter 18 Jahren und eine Million volljährige unterhaltsberechtigte Heranwachsende. In Deutschland gibt es 1,4 Millionen alleinerziehende Mütter und 0,1 Millionen alleinerziehende Väter (Stand 2007). Jedes siebte Kind lebt bei nur einem Elternteil.